# Bill Clinton
William Jefferson Clinton, conegut amb el nom de Bill Clinton (Hope, 19 d'agost de 1946), és un advocat i polític estatunidenc, exgovernador d'Arkansas i el 42è president dels Estats Units entre 1993 i 2001 pel Partit Demòcrata.

## Biografia
Va néixer el 19 d'agost de 1946 a la ciutat de Hope, població situada a l'estat nord-americà d'Arkansas en una família catòlica. El seu pare biològic va morir quan la seva mare estava embarassada de Bill. La seva mare es va tornar a casar amb Roger Clinton, cognom del qual va adquirir quan Bill va fer 15 anys. El 1963 va poder visitar la Casa Blanca, on va tenir l'oportunitat d'estrènyer la mà del President John F. Kennedy, i també fou l'any que es produí el discurs de Martin Luther King I have a Dream, dos fets que el van dur a dedicar-se a la política. Bill Clinton ha estat membre de l'Orde Internacional DeMolay.
Va estudiar Relacions Internacionals a la Universitat de Georgetown, situada a Washington DC, on es va graduar el 1968, posteriorment va ampliar els seus estudis a la Universitat d'Oxford (Anglaterra). La seva principal raó d'estudiar a Europa fou evitar complir amb el servei militar obligatori en plena Guerra del Vietnam; el que va ser utilitzat sovint pels seus enemics polítics per acusar-lo de "covard" i "desertor". Tanmateix, Clinton manifestà en diverses ocasions durant el seu mandat presidencial que ell era un "objector de consciència"; ja que s'oposava a aquesta guerra per motius polítics i morals.
L'any 1973 es va diplomar en dret a la Universitat Yale, on va conèixer qui seria la seva esposa, Hillary Clinton. Al costat de Hillary va conformar una de les parelles més populars del món, ja que ella com a primera dama va assolir gran rellevància en la vida pública dels EUA. Del seu matrimoni nasqué la seva única filla, Chelsea Clinton, el 27 de febrer de 1980.

## Governador d'Arkansas
Després d'una breu docència universitària a la Universitat d'Arkansas, l'any 1974 inicià la seva carrera política presentant-se pel Partit Demòcrata dels EUA en les eleccions per a la Cambra de Representants. En aquesta elecció però resultà vençut pel republicà John Paul Hammerschmidt.
L'any 1978 aconseguí ser nomenat Governador d'Arkansas, i amb 32 anys va esdevenir el governador més jove de tota la geografia dels Estats Units. En el seu càrrec treballà inicialment en la reforma de l'educació així com de les infraestructures de comunicació, en la qual instaurà una taxa econòmica pels vehicles de motor. Aquest últim punt el feu impopular, el que li feu perdre les eleccions per la reelecció governamental l'any 1980 davant el republicà Frank D. White.
L'any 1982 tornà a presentar-se a les eleccions de Governador d'Arkansas, aconseguint la victòria, desenvolupant el seu càrrec fins al 1992. Novament en el càrrec va millorar el desenvolupament econòmic del seu estat amb la creació de molts llocs de treball i prioritzant la millora educativa. Va aconseguir suprimir l'impost de vendes de medicaments per als jubilats i va augmentar l'exempció de la contribució territorial per als ancians. Clinton també fou responsable d'alguns programes de millora educatius de l'estat, augmentant la despesa per a les escoles i els sous dels professors.

## Presidència dels Estats Units
L'any 1988 inicià la seva campanya per poder-se presentar a les eleccions presidencials. A principis de l'any 1992 Clinton era un dels 10 precandidats presidencials que competien per la Candidatura oficial del Partit Demòcrata. Les eleccions primàries internes van ser molt renyides però Clinton no partia com favorit. A causa d'algunes aparicions afortunades en els mitjans de comunicació i una hàbil campanya electoral el governador va començar a guanyar avantatge sobre els altres dirigents demòcrates per finalment guanyar les primàries més decisives i convertir-se en el Candidat Presidencial del partit.
El poble nord-americà no coneixia bé Clinton abans que es presentés com a candidat a la presidència a les eleccions presidencials dels Estats Units de 1992. La raó de la seva postulació va ser que ningú més en el Partit Demòcrata no va voler ser el rival del president George Bush pare, perquè aquest havia adquirit molta popularitat després de la Guerra del Golf. Tanmateix, durant la presidència de Bush, l'economia havia entrat en recessió.
En les eleccions Clinton és recordat per haver usat la frase, "És l'economia, estúpid" per criticar el President Bush durant la campanya electoral. Els punts a favor de Clinton van ser la seva joventut i carisma, cosa que li va permetre guanyar l'elecció per una diferència major a un cinc per cent. En les eleccions presidencials realitzades el 3 de novembre de 1992 Clinton va obtenir 44.909.806 vots populars, que equivalien al 43,01% dels sufragis; George Bush 39.104.550 vots populars, equivalents al 37,45% dels vots; Ross Perot (independent) 19.743.821 vots populars, que equivalien al 18,91% dels sufragis (un resultat sorprenent per a un tercer candidat que competia contra els partits tradicionals); Andre Marrou (Partit Llibertari) 290.087 vots, equivalents al 0,28%; i uns altres 375.659 vots populars (0,36%) van ser per a altres candidats. Clinton va guanyar en 32 Estats i en el Districte de Columbia, mentre Bush va guanyar en 18 Estats; finalment Clinton va obtenir 370 Electors contra 168 de Bush.
Aquestes eleccions comportaren per primera vegada, des de la primera victòria electoral de Richard Nixon l'any 1968, que un candidat guanyava l'elecció presidencial sense la majoria absoluta del vot popular; o sigui, sense arribar com a mínim al 50% dels sufragis.
El President Clinton va treballar per millorar el sistema educatiu i de salut, intentant realitzar una reforma sanitària, que finalment no va ser aprovada. Va buscar la protecció del medi ambient, principalment a través del seu suport al Protocol de Kioto. Va intentar afavorir al mercat lliure i va treballar per a la pau en l'Orient Mitjà, promovent i servint de mitjancer en diverses reunions entre líders d'Israel i de Palestina, com ara la cimera de Camp David al juliol de 2000, i els acords d'Oslo a l'agost de 1993. Clinton persuadí els governs mexicà i canadenc a signar dos suplements al Tractat de Lliure Comerç d'Amèrica del Nord, el Tractat Nord-americà per a la Cooperació Ambiental i el Tractat Nord-americà per a la Cooperació Laboral per tal d'assegurar la ratificació del conjunt dels tractats pel Congrés dels Estats Units, el qual els ratificà el novembre de 1993 i entrà en vigor l'1 de gener de 1994.
Líder de l'Operació Força Aliada, l'atac militar de l'OTAN a Kosovo va guanyar molta popularitat quan va promoure una sèrie de sancions conegudes com la Llei Helms-Burton cap al règim cubà, tan bon punt com el règim liderat per Fidel Castro va fer caure dos avions civils nord-americans.
Durant la seva etapa presidencial es va donar a reconèixer pel caràcter informal que va imprimir a les seves relacions amb altres mandataris mundials. Durant un discurs al costat de Borís Ieltsin, Bill reia obertament els comentaris graciosos del líder rus, cosa que va suposar un gir en la imatge de les relacions bilaterals, marcades pels anys de la Guerra Freda.
Clinton va saber establir relacions personals properes amb líders com Tony Blair, Jacques Chirac, Gerhard Schröder, Fernando Henrique Cardoso i Andrés Pastrana.
En una ocasió durant els últims mesos del seu govern, va tenir una trobada imprevista amb Fidel Castro durant una cimera de l'ONU. Els dos mandataris es van estrènyer la mà i van intercanviar algunes paraules. Encara que no hi va haver cap imatge que registrés el moment, aquesta escena constitueix un instant mític en la història de les relacions dels dos països en les últimes quatre dècades.
En juliol de 2000, en els seus últims dies a la Casa Blanca va acollir la Cimera de Pau a Camp David entre el líder de l'OAP, Iàsser Arafat i el primer ministre israelià Ehud Barak, que podia haver resolt el conflicte àrab-israelià, prtò va resultar un fracàs. Barak oferí un pla per l'establiment d'un Estat palestí, però Arafat el rebutjà per la incapacitat per a trobar una sortida a la qüestió de l'estatut de Jerusalem, reivindicada per totes dues parts com a ciutat santa, i també per la negativa d'Arafat a cedir en la reivindicació del retorn dels refugiats palestins (i els seus descendents) a Israel. La corda es tensava i, per adobar-ho, la visita del nou líder del Likkud, Ariel Xaron al setembre del 2000, a l'esplanada de la mesquita d'Al-Aqsà a Jerusalem (lloc tradicionalment sagrat per als musulmans) desencadenà l'anomenada intifada d'Al-Aqsà o Segona Intifada, que va provocar la dimissió de Barak i la convocatòria de noves eleccions a primer ministre.

### Impeachment a Bill Clinton
El 8 d'octubre de 1998 la Cambra de Representants dels Estats Units va votar per iniciar els procediments contra Bill Clinton per mentir sota jurament i obstrucció de la justícia, derivats d'una demanda d'assetjament sexual presentada contra Clinton per Paula Jones i del testimoni de Clinton negant que s'havia relacionat amb una relació sexual amb l'interna de la Casa Blanca, Monica Lewinsky. El 19 de desembre de 1998. Va començar un judici al Senat el gener de 1999, presidint el jutge en cap William Rehnquist i el 12 de febrer, Clinton va ser absolt d'ambdues acusacions.

## Post presidència
L'estiu de 2004 publica les seves memòries sota el títol La meva vida. El setembre d'aquell mateix any es va sotmetre a una reeixida operació del cor, i el novembre 2004 inaugura a Little Rock la Biblioteca Presidencial William Jefferson Clinton.
Bill toca el saxòfon, i el seu llibre favorit és la novel·la Cent anys de solitud de Gabriel García Márquez, i ell mateix ha publicat diversos llibres, des de la seva autobiografia a llibres de ficció. Nomenat "Home de l'Any" per la revista Time l'any 1992, és membre del Club de Madrid i l'any 2000 fou guardonat amb el Premi Internacional Carlemany. Així mateix ha estat guardonat en dues ocasions amb el Premi Grammy:
- 2003: Millor Àlbum parlat per a nens per Prokofiev: Peter And The Wolf[18][19]
- 2005: Millor Àlbum parlat per My Life[18]

El 2011 va anunciar que es va fer vegà després de ser operat d'un quàdruple bypass el 2004 i una angioplàstia el 2010.

## Honors
- Medalla Presidencial de la Llibertat[21]

## Galeria d'imatges

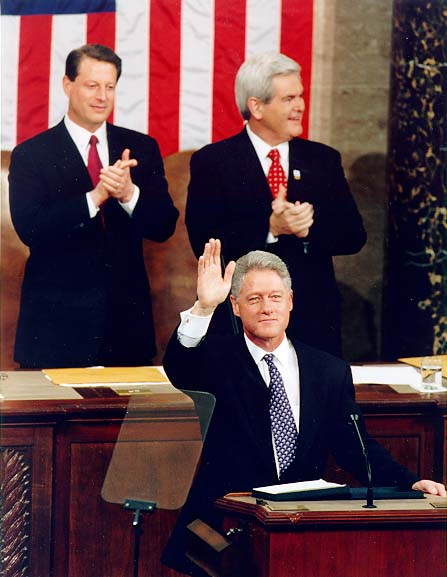
Clinton l'any 1997 en una aparició a la Cambra de Representants davant Al Gore i Newt Gingrich
El President Bill Clinton, a la Xina.
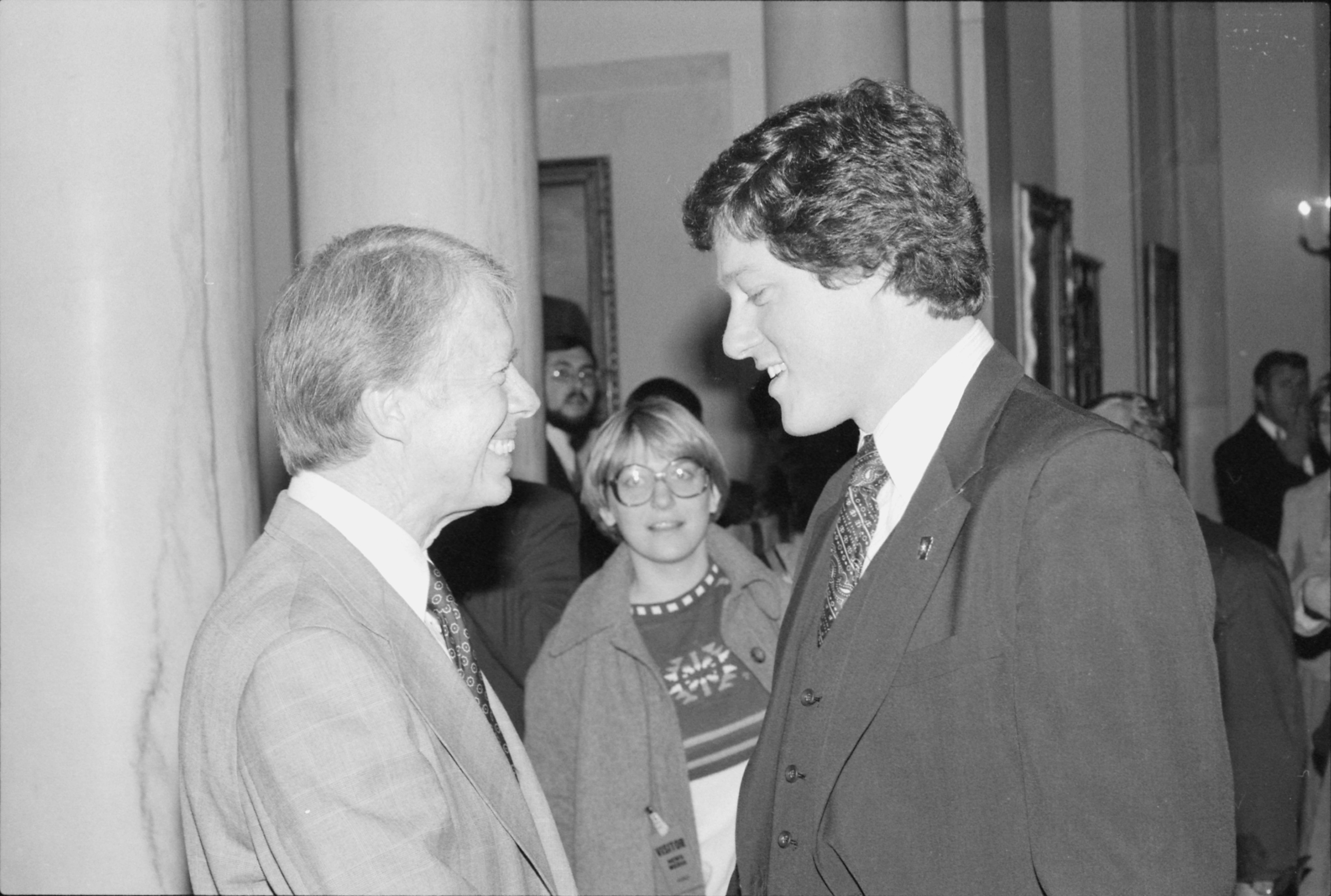
Clinton amb Jimmy Carter l'any 1978.